# Kármán András (tanár)
Kármán András (Losonc, ? – Losonc, 1761. január 1.) református igazgató-tanár.

## Családja
Kármán József református püspök édesapja, Kármán József író és ügyvéd nagyapja, Gyöngyösi Árva Pál veje.

## Élete
Losonci származású, Debrecenben tanult és 1722. augusztus 24-én lépett a felső osztályba. A sárospataki iskolában is tanult és azután a losonci egyház költségén 1727 nyarán az utrechti, leideni, odera-frankfurti és boroszlói egyetemen végezte tanulmányait 1730-ig. 1731-ben hívták meg Losoncra igazgató-tanárnak; itt 30 évig nagy buzgalommal és sikerrel működött; a gimnáziumot ő emelte teljessé, sőt a szokás szerint a gimnáziumi tanfolyamon felül bölcseleti tanítást is kezdett. Állandó tantárgyai voltak: logika, történet, matézis és ettől külön megnevezve algebra. Betegeskedése miatt 1760-ban teljes fizetéssel a magánéletbe vonult.

## Munkái
- Disputationum Theologicarum Theologiae Christianae Brevissimam ideam exhibentium decimam tertiam et decimam quartam continentur capitis XVI. pars posterior, & caput XVII. duce et auspicio Deo praeside vero celeberrimo Hieronimo von Alphen... publice defendet... ad diem 16. Juny. Trajecti ad Rhenum, 1728.
- Oratio funebris qua spect. perill. ac gen. dno Paulo Rádai de Ráda... tempore exequiarum, in magna auditorum celebritate parentavit... Losontzini, Anno 1733. die 20. Spetembris in vede sacra. 1835. Hely n. (Párjához igaz és tökéletes szívnek sebe cz. gyűjteményben Veresmarti V. Sámuel és mások gyászbeszédeivel együtt.)
- Halotti oratio... Mélt. hadadi Wesselényi Susánna gróf asszonyra, mélt. R. Sz. B. Gróf Széki Teleki Ádám ur... hitestársára... alkalmaztatott és elmondott... Az Ajnácskői várban 1739. eszt. Szent-György hava 29. napján. Kolozsvár, 1739. (Többek gyászbeszédeivel együtt.)
- Tragi-comoedia. Az az, olyan halotti oratio, a melyben az emberi életnek, rész szerint tragoediás, rész szerint pedig comoedias volta és al-ortzás ábrázatja leirattatott, a szomorú alkalmatosság szerint... Kajali Klára asszonyra. Kolozsvár, 1747. (Ráday Pál özvegye tetemei felett, többek halotti beszédeivel együtt.)